# 鍾傑 (醫師)
鍾傑（1935年—2012年11月22日），台灣醫師，學貫中西醫，為臺北榮民總醫院針灸科創科主任。在台灣推廣能量醫學，是中華民國能量醫學學會創會會長，有「台灣能量醫學之父」之稱。

## 生平
1963年畢業於國立臺灣大學醫學系。後進入臺北榮民總醫院心臟內科任職。1969年交通部民航局籌設航空醫療中心，鍾傑受邀協助該中心的成立。
1977年起擔任臺北榮民總醫院針灸科創科主任，該科後於1989年改制為傳統醫學研究中心。
鍾傑師從中醫師孫培榮學習針灸。他曾以針灸治療過不少名人，包括前中華民國第一夫人蔣方良、美國聯邦參議員高華德、南非心臟科名醫巴納德等人；1977年舞蹈家林懷民右小腿肌肉挫傷，就來找鍾傑做針灸治療。
1980年代初，鍾傑率先將能量醫學的概念引進台灣:14。1982年，他以德國醫師雷茵霍爾德·傅爾發明的電針為原型，發明出「秦值測量儀」。1993年，成立中華民國能量醫學學會。
2012年11月22日，於臺北榮民總醫院去世，享年77歲。